# رافائل گارسیا کورتس
رافائل گارسیا کورتس (انگلیسی: Rafael García Cortés؛ زادهٔ ۱۸ ژانویهٔ ۱۹۵۸) فوتبالیست سابق اهل اسپانیا است.
از باشگاه‌هایی که در آن بازی کرده‌است می‌توان به باشگاه فوتبال رئال مادرید، باشگاه فوتبال رئال ساراگوسا، رئال مایورکا، رایو وایکانو، رئال مادرید کاستیا، تیم ملی فوتبال زیر ۲۳ سال اسپانیا، و تیم ملی فوتبال اسپانیا اشاره کرد.
وی همچنین در تیم ملی فوتبال زیر ۱۸ سال اسپانیا، تیم ملی فوتبال زیر ۲۰ سال اسپانیا، تیم ملی فوتبال زیر ۲۱ سال اسپانیا، تیم ملی فوتبال زیر ۲۳ سال اسپانیا، و تیم ملی فوتبال اسپانیا بازی کرده‌است.